# Villebaudon

Villebaudon este o comună în departamentul Manche, Franța. În 1 ianuarie 2022 avea o populație de 325 de locuitori.